# Cirrhaea longiracemosa
Cirrhaea longiracemosa är en orkidéart som beskrevs av Frederico Carlos Hoehne. Cirrhaea longiracemosa ingår i släktet Cirrhaea och familjen orkidéer. Inga underarter finns listade i Catalogue of Life.